# Oryzopsis virescens
Oryzopsis virescens är en gräsart som först beskrevs av Carl Bernhard von Trinius, och fick sitt nu gällande namn av Günther von Mannagetta und Lërchenau Beck. Oryzopsis virescens ingår i släktet Oryzopsis och familjen gräs. Inga underarter finns listade i Catalogue of Life.